# Ahmad Jannati
Ahmad Jannati (احمد جنتی) (Isfahan, 23 februari 1927) is een Iraanse ayatollah en conservatieve politicus. 
Jannati is sinds 2016 Voorzitter van de Raad van Experts, het orgaan dat de Hoogste leider van Iran kiest. Tevens is hij al sinds 1988 Voorzitter van de Raad van Hoeders. 
Jannati staat bekend als havik onder meer vanwege zijn oppositie van secularisatie en zijn anti-LGBT retoriek.